# Thabena yunnanensis
Thabena yunnanensis är en insektsart som först beskrevs av Ran och Liang 2006.  Thabena yunnanensis ingår i släktet Thabena och familjen sköldstritar. Inga underarter finns listade i Catalogue of Life.